# Лилеев, Алексей Сергеевич
Алексе́й Серге́евич Лиле́ев (род. 9 июня 1942, Москва), советский и российский учёный-материаловед, специалист по изучении магнитных структур и формировании магнитных свойств сплавов для постоянных магнитов на основе редкоземельных металлов. Доктор физико-математических наук, профессор кафедры физического материаловедения НИТУ «МИСиС». Лауреат Государственной премии Российской Федерации в области науки и техники (1999), заслуженный деятель науки Российской Федерации (2003).

## Биография
Окончил Московский институт стали и сплавов в 1965 г., остался работать в институте. После защиты кандидатской диссертации возглавляет проблемную лабораторию постоянных магнитов. С 1974 г. занимается научно-организационной работой в секции постоянных магнитов при Научном Совете Российской академии наук по комплексной проблеме «Магнетизм». С 1993 г. А. С. Лилеев становится членом Научного совета и председателем Секции постоянных магнитов.
В 1988 г. защитил докторскую диссертацию, в 1990 г. избран профессором. С 1996 по 2009 г. — заведующим кафедрой металлографии НИТУ «МИСиС». С 1987 по 2006 г. занимает должность декана физико-химического факультета института. С 1994 г. и по настоящее время А. С. Лилеев в качестве председателя Оргкомитета организует и проводит международные конференции по постоянным магнитам.

## Научная и образовательная деятельность
Научные интересы А. С. Лилеева сосредоточены на изучении магнитных структур и формировании магнитных свойств сплавов для постоянных магнитов на основе редкоземельных металлов. Обобщение исследований позволило сформулировать новые концепции механизмов перемагничивания сплавов, изменить представления о природе температурной стабильности магнитных свойств постоянных магнитов и подтвердить экспериментально роль магнитного взаимодействия между отдельными микрообъемами ферромагнитного материала. Фактически создана феноменологическая теория процессов перемагничивания, позволяющая прогнозировать гистерезисные свойства материала на основе разработанной программы моделирования постоянного магнита из микрообъемов, обладающих индивидуальными магнитными свойствами.
А. С. Лилеевым были проведены фундаментальные исследования процессов формирования высококоэрцитивной структуры сплавов для постоянных магнитов типа ЮНДК, которые легли в основу кандидатской диссертации. В период его руководства лабораторией постоянных магнитов коллектив лаборатории разработал и внедрил на заводах и конструкторских бюро министерств обороны, авиации и приборостроения полные технологические циклы получения постоянных магнитов как из традиционных сплавов типа ЮНДК, так и сплавов на основе РЗМ.
В 1988 г. А. С. Лилеев защитил докторскую диссертацию на тему: «Процессы перемагничивания постоянных магнитов из одноосных высокоанизотропных сплавов с редкоземельными металлами». Созданное научное направление позволило связать фундаментальные основы теории магнетизма и металловедения сплавов с практическими проблемами металлургии постоянных магнитов. В рамках этого направления, которое сформировалось как научная школа, подготовлено 2 доктора наук и 10 кандидатов наук.
За время его руководства кафедрой начата подготовка инженеров по специальностям «Стандартизация и сертификация», «Наноматериалы», «Прикладная информатика», бакалавров и магистров по направлению «Физика». Им подготовлен ряд новых учебных дисциплин и написано 10 учебно-методических пособий. Результаты его научных работ изложены в 300 публикациях, включая 22 авторских свидетельств и патентов.
В настоящее время А. С. Лилеев является председателем диссертационного Совета Д212.132.03 по защите диссертаций на соискание ученой степени доктора наук. В 1994 г. избран членом-корреспондентом, а затем действительным членом РАЕН.

## Признание
За разработку и промышленное освоение новой технологии производства магнитов А. С. Лилеев становится лауреатом Государственной премии РФ 1999 г. в области науки и техники. В этом же году за заслуги в области образования ему присвоено звание «Почетный работник высшего профессионального образования». В 2003 г. А. С. Лилееву присвоено почетное звание «Заслуженный деятель науки Российской Федерации».